# On va déguster
On va déguster est une émission de radio gastronomique hebdomadaire diffusée le dimanche et présentée par François-Régis Gaudry sur France Inter depuis l'été 2010.

## Historique

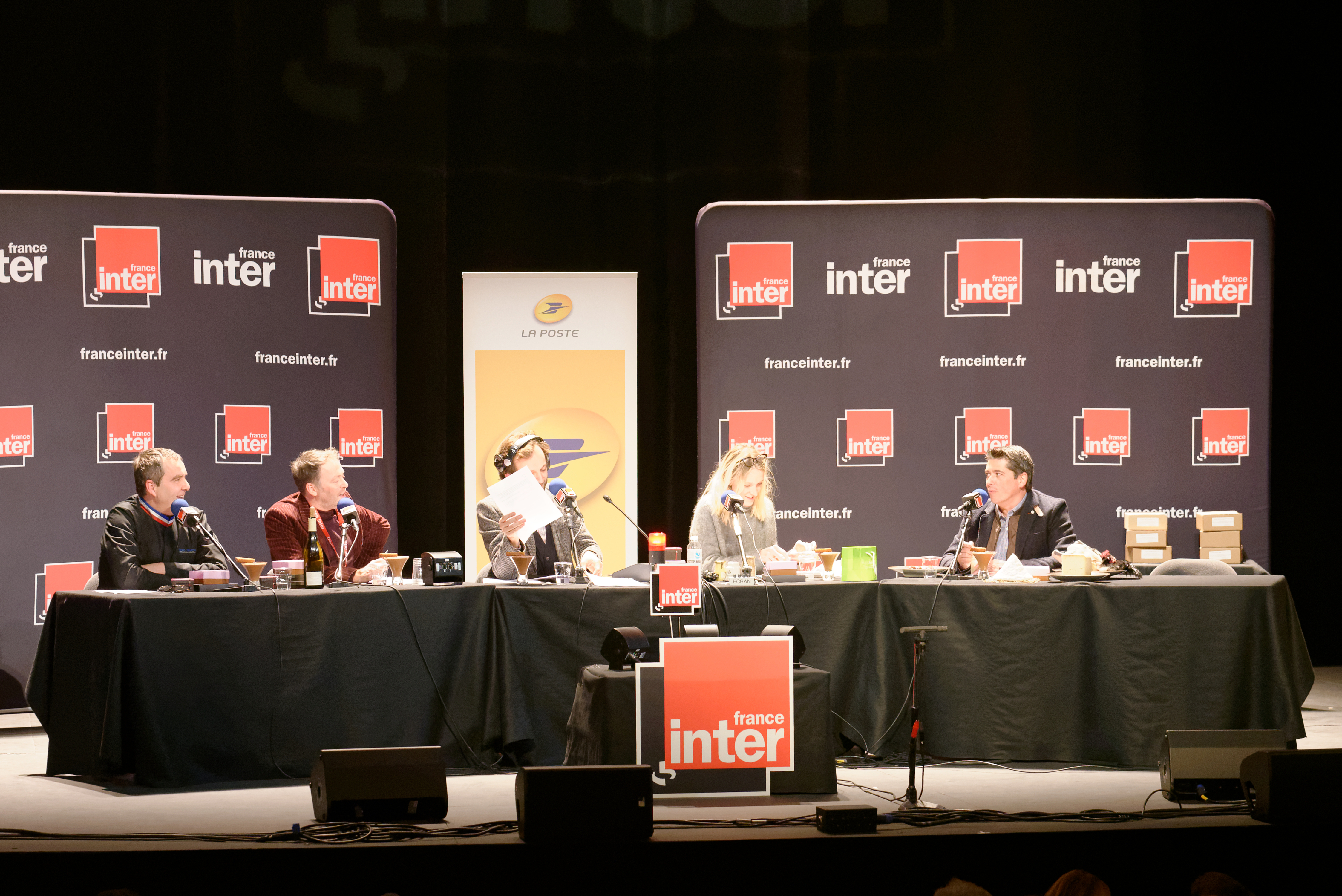
Enregistrement public à Dijon en 1 2016 dans le cadre du Tour de France Inter.

On va déguster est diffusée en direct le dimanche entre 11 heures et midi. François-Régis Gaudry y est accompagné de nombreux chroniqueurs, comme Elvira Masson, journaliste gastronomique ou Dominique Hutin, chroniqueur vins. 
Les animateurs de cette émission abordent le domaine de la cuisine et de la gastronomie sous différents angles : historique, sociologique ou technique. François-Régis Gaudry reçoit chaque semaine des professionnels du milieu gastronomique et alimentaire (cuisiniers, artisans transformateurs, agriculteurs producteurs fermiers) autour d’un thème de débat.

## Équipe
- Production : François-Régis Gaudry
- Réalisation : Lauranne Thomas
- Attaché de production : Fabrice Rivaud.

## Publications
À la suite du succès de On va déguster et de l’émission de télévision Très très bon diffusée sur Paris Première et également présentée par François-Régis Gaudry, un livre de cuisine illustré a été publié le 25 novembre 2015, regroupant des recettes anecdotes et autres références décalés autour de la cuisine aux éditions Marabout.
En novembre 2020, un deuxième livre intitulé On va déguster l'Italie, et consacré à la cuisine italienne, est publié chez le même éditeur[source secondaire souhaitée] et rencontre un succès de librairie dans le contexte de la pandémie de Covid-19 et les nécessités des deux confinements ayant contraint les personnes à manger chez elles avec un retour vers la cuisine domestique et des « petits plats réconfortants ».